# فيليب ك. هايز
فيليب ك. هايز (بالإنجليزية: Philip C. Hayes)‏ هو ضابط وصحفي وسياسي أمريكي، ولد في 3 فبراير 1833 في الولايات المتحدة، وتوفي في 13 يوليو 1916 في نفس البلد. حزبياً، نشط في الحزب الجمهوري. وقد انتخب عضو مجلس النواب الأمريكي.